# Emilio Herrera
Emilio Herrera Linares (Granada, 13 de febrero de 1879-Ginebra, 13 de septiembre de 1967) fue un ingeniero militar y  aeroespacial español, destacado como aviador y científico. Fue presidente del Gobierno de la República española en el exilio. Fue padre del poeta y novelista José Herrera Petere. La Fundación Emilio Herrera Linares es la responsable de conservar su archivo personal.

## Biografía

### Infancia y primeros años
Emilio Herrera nació en la calle de San Isidro del barrio de San Antón en el centro de Granada, en el seno de una familia de la burguesía ilustrada. Sus padres eran Rita Linares Salanava y el militar Emilio Herrera Ojeda. Uno de sus antepasados fue el arquitecto Juan de Herrera, que participó en el diseño del monasterio de El Escorial para el rey Felipe II.
Durante los años de su infancia, Granada sufrió tres catástrofes casi seguidas: en 1884 el terremoto del 25 de diciembre, en 1885 las inundaciones ocasionadas por el río Darro a su paso por la ciudad y como consecuencia una epidemia de cólera.
Después de finalizar la escuela inició la carrera de arquitectura, aunque abandonó para ingresar con diecisiete años en la Academia de Ingenieros de Guadalajara, presidida en ese momento por el pionero en el novedoso campo de la aerostática Pedro Vives Vich, y en cuya institución se cultivaba un gran espíritu científico y experimental el nacimiento de la aviación.

### Carrera militar
Finalizó la academia y se graduó como teniente en 1903, solicitando su traslado a la Escuela Práctica de Aerostación para aprender el manejo de los aerostatos. Participa en ascensiones científicas (como la observación desde un aerostato de un eclipse solar en Burgos, en 1905) y deportivas (la competición Gordon Bennet, en 1906 o el Gran Prix de París, en el que quedó en segunda posición). En 1909, poco después de contraer matrimonio con Irene Aguilera Cappa, integra una expedición militar aerostática como apoyo a las tropas en la trágica guerra de Melilla. Ese año nace su hijo, que será un conocido poeta y novelista comunista, José Herrera Petere, amigo y compañero literario de Miguel Hernández.

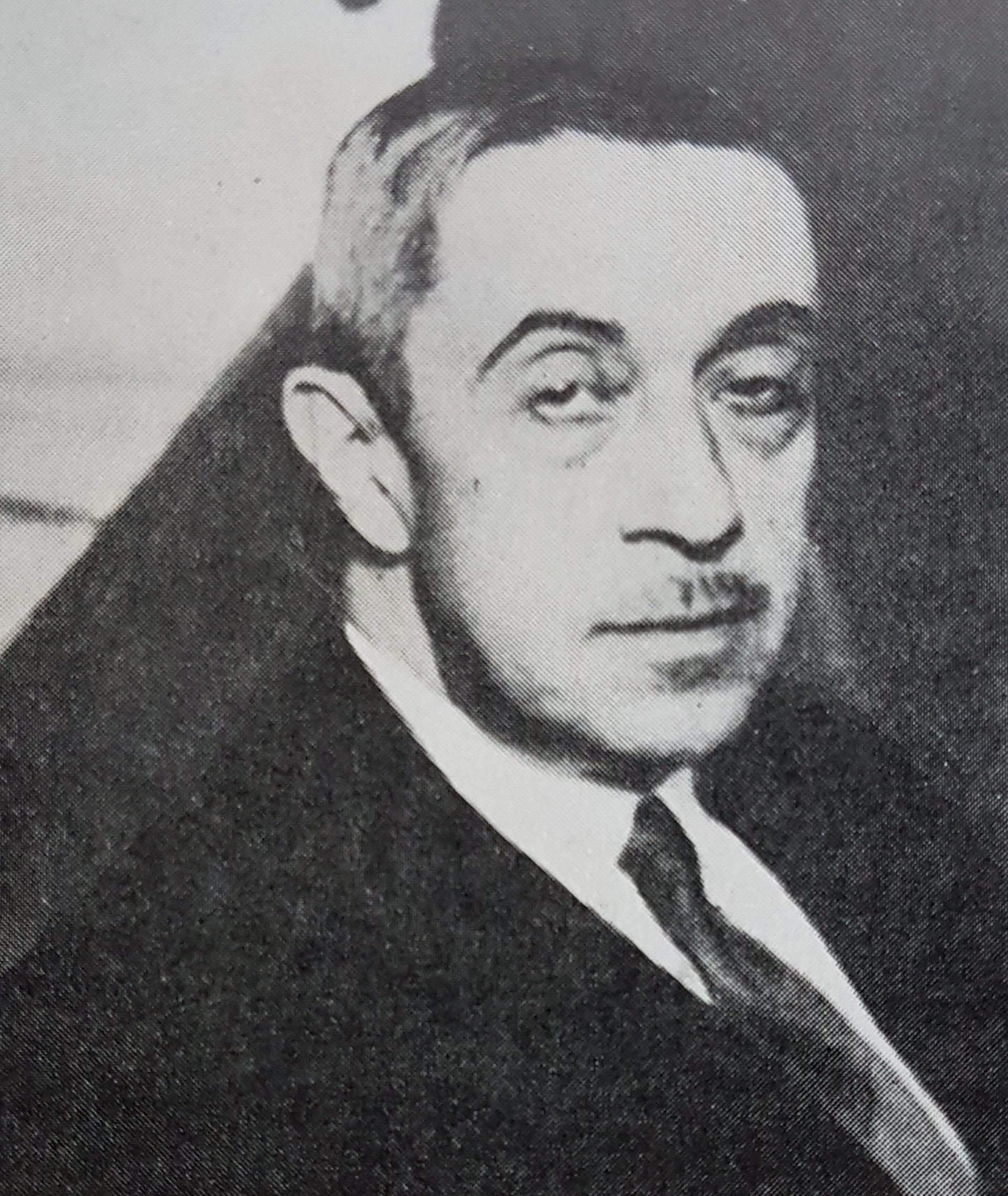
Emilio Herrera

Después de la participación de los aerostatos militares en las campañas militares en África, limitados a estar anclados en tierra, el ejército solicita los primeros dirigibles. Herrera, que dirigió la Sección de Globos Aerostáticos en Melilla y años después prepararía un plano territorial a base de fotografías aéreas, ya tenía los títulos de piloto de avión y de dirigibles. Estaba muy interesado en los primeros aviones después de observar junto a su amigo Alfredo Kindelán una exhibición de los hermanos Wright en Augsburgo.
En 1914 es portada de los periódicos con el también militar José Ortiz Echagüe. Juntos atravesaron el estrecho de Gibraltar. Este vuelo, entre Tetuán y Sevilla, era el primer vuelo realizado entre Europa y África. Aterrizaron en Tablada, en presencia del rey Alfonso XIII, que le nombró gentilhombre de cámara con ejercicio después del vuelo. Además participa con la aviación en una nueva campaña militar en la guerra del Rif. Es a partir de estos años cuando se centra en sus estudios en temas aeronáuticos y sus principios científicos, técnicos, comerciales o legales. En 1915 es enviado a Estados Unidos para comprar aparatos Curtiss JN-4 Jenny y montar en el país la primera escuela de pilotos de hidroaviones. Durante la Primera Guerra Mundial, en la que España se mantiene neutral, participa como observador aéreo en distintos frentes.
Desde 1918 intenta crear una aerolínea transoceánica para el transporte de pasajeros, la Transaérea Colón, para unir Europa y América. Equipada con dirigibles del ingeniero e inventor Leonardo Torres Quevedo, la idea termina realizándose por una empresa de Alemania. Herrera es invitado con el rango de segundo comandante junto con el militar José Ortiz de Echagüe, en la entonces mayor aeronave de su tiempo el dirigible Graf Zeppelin LZ 127. Realizan una travesía para cruzar el océano Atlántico volando más de dos millones de kilómetros y realizando la circunnavegación del planeta.

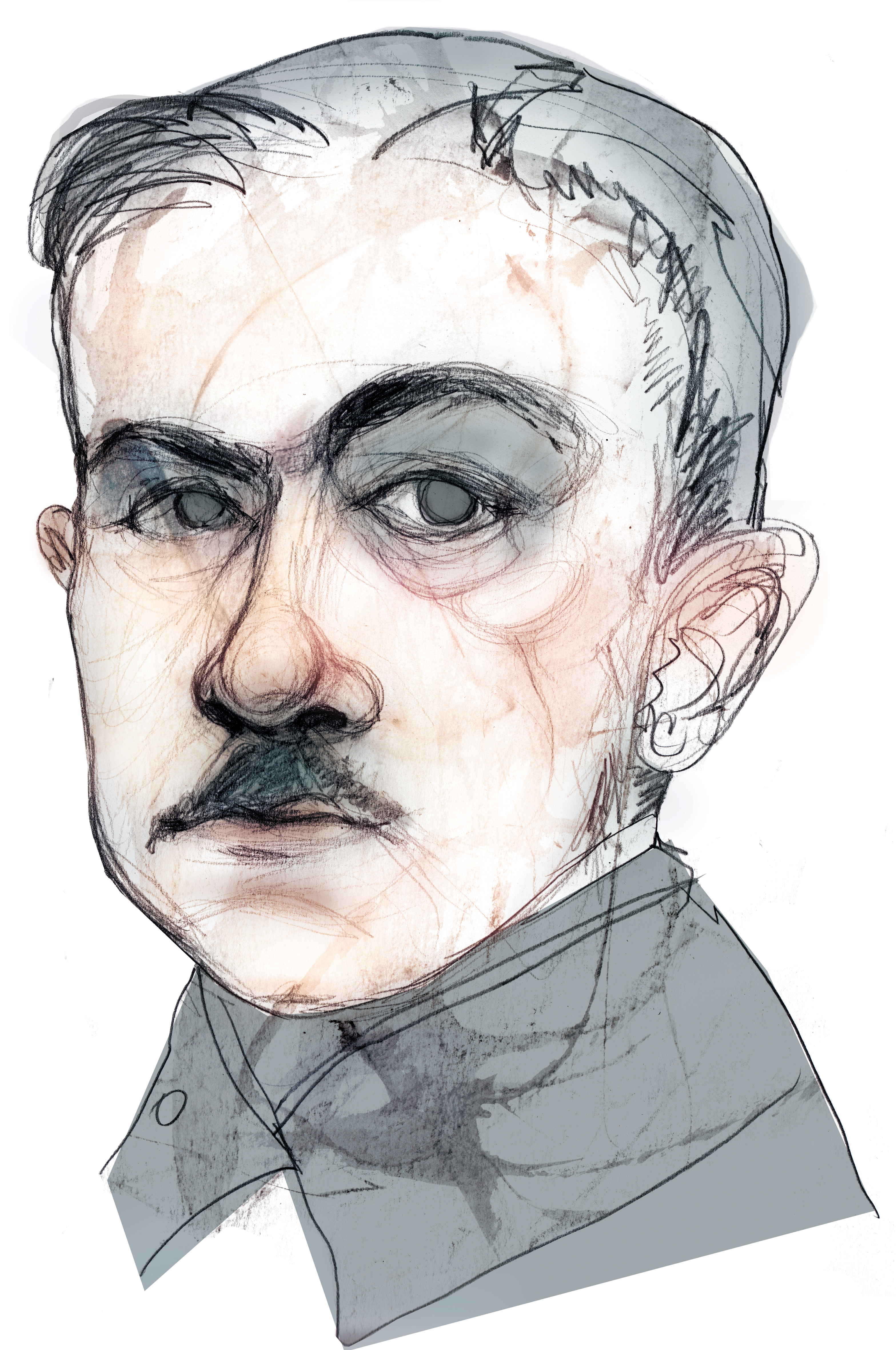
Retrato de Emilio Herrera

En la década de 1920, ayuda a Juan de la Cierva con su invención del autogiro, aeronave mezcla de avión y helicóptero, que tuvo un relativo éxito. Participa en la construcción y el diseño del Laboratorio Aerodinámico de Cuatro Vientos, inaugurado en 1921. Estaba dotado de uno de los túneles de viento para el desarrollo de aeronaves más grandes y modernos del momento, y sería el futuro embrión de la actual organización científica estatal Instituto Nacional de Técnica Aeroespacial (INTA). Uno de sus estudios en ese momento fue la vestimenta adecuada y los sistemas de respiración necesarios para la navegación aérea a gran altitud donde la falta de aire y las bajas temperaturas suponían un problema. En 1935 crea la escafandra estratonáutica, un modelo de escafandra autónoma para tripulantes de globos a gran altitud, precursor del traje espacial.
Participó de forma destacable en la creación años después de la Escuela Superior de Aerotecnia (posteriormente, Escuela Técnica Superior de Ingenieros Aeronáuticos), nombrado su primer director. La escuela formaba a los primeros ingenieros aeronáuticos españoles. No sólo se interesa por la aeronáutica, se conoce su formación como esperantista, como hablante y escritor activo del esperanto, la lengua artificial internacionalista más conocida. Forma parte, junto con otros destacados militares como Julio Mangada, de la Asociación de Militares Esperantistas. En 1925 Herrera es nombrado representante oficial español en la Conferencia Internacional para el empleo del Esperanto en las Ciencias con otros importantes esperantistas como Leonardo Torres Quevedo y Vicente Inglada Ors.

### Segunda República
En abril de 1931, tras la victoria de los partidos republicanos en la mayoría de las capitales de España, se proclama la Segunda República Española y se forma un nuevo Gobierno, cuyo programa es de signo reformista y progresista. Alfonso XIII decide abandonar el trono, y emprende el camino del exilio, en París. Esta situación generó a Herrera un conflicto de lealtades, pues, por un lado, se la debía personalmente al rey Alfonso XIII (a quien acompañó a París en su exilio), como caballero gentilhombre; y por otro, a la República española, a la que como militar juró servirla. De hecho, Alfonso XIII, en un honroso gesto, le liberó de su compromiso y le invitó a regresar a España y dar ese paso. En efecto, Herrera, católico y monárquico, una vez el nuevo régimen fue legal y legítimamente establecido, juró su lealtad al mismo.
En aquel momento, Herrera era ya una destacada figura de la aeronáutica y la Sociedad de Naciones le nombró experto internacional de aviación. Es esta una época muy intensa en su vida: en 1932, representó a España en la Conferencia de Desarme de la Sociedad de Naciones; en este mismo año la Academia de Ciencias Exactas, Físicas y Naturales le eligió académico (medalla núm. 15), en la que ingresó el 19 de abril de 1933 con un discurso sobre Ciencia y Aeronáutica. También patenta una regla de cálculo para la resolución de problemas aerodinámicos. A poco de ingresar presenta su proyecto de ascensión en globo para el estudio de la estratosfera usando la que denominó escafandra estratonautica, antecedente de los trajes espaciales.

"Tras ser nombrado miembro de la Academia de Ciencias y bajo los auspicios de esta institución y de la Sociedad Geográfica, presenté un proyecto de ascensión estratosférica en un globo de 37.000 metros cúbicos, con barquilla abierta, en el que debía ascender a 26 kilómetros de altitud protegido por una escafandra del espacio, cuya descripción fue publicada en la revista Ciencia Aeronáutica, de Caracas"
1 de marzo de 1958, Emilio Herrera al ingeniero y profesor Francisco José San Martín

Inspirado en el traje realizado en 1928 por Benito Molas y aprendiendo de sus fallos, realiza su diseño en 1935 en los talleres del Polígono de Aerostación de Guadalajara y en el Laboratorio Aerodinámico de Cuatro Vientos. Por un lado un globo que podía alcanzar los 26 000 metros de altitud y por otro de este primer traje espacial que contaba con micrófono, sistema de respiración antivapor, termómetros, barómetros o varias herramientas para medir y recoger muestras.

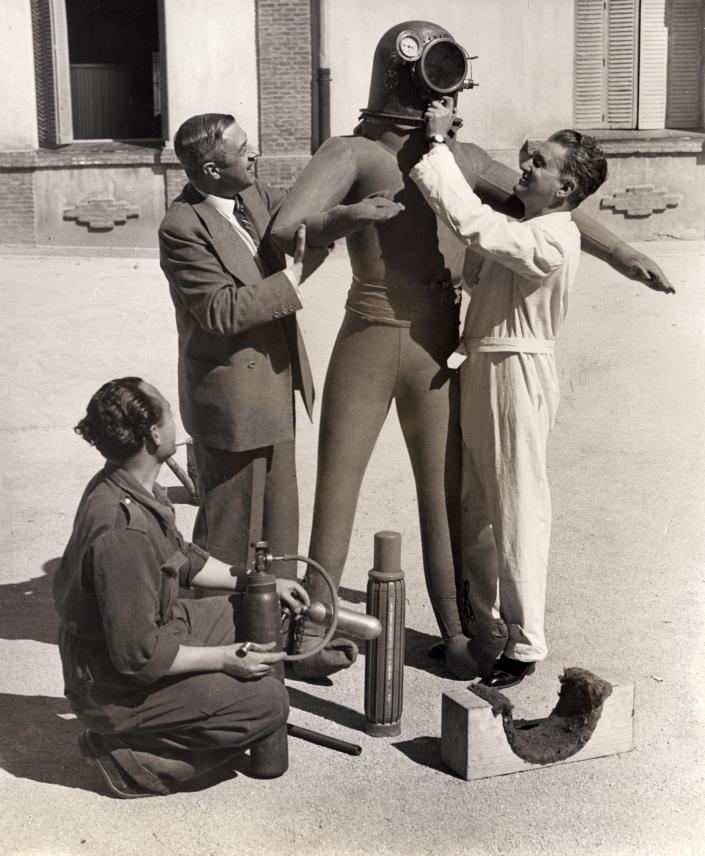
Prototipo del traje espacial diseñado por Emilio Herrera Linares para vuelos estratosféricos, c.1935.

Varias décadas después, la agencia estadounidense NASA se basaría en sus estudios para la elaboración de los trajes espaciales, que como reconocimiento el astronauta Neil Armstrong entregó una de las rocas lunares a uno de sus colaboradores Manuel Casajust Rodríguez, empleado en la NASA. La roca terminaría depositada durante muchos años en el Museo de Aeronáutica y Astronáutica de España, y actualmente se encuentra desaparecida desde el año 2004. Según refirió su ayudante, el piloto Antonio García Borrajo: "Cuando los norteamericanos le ofrecieron a Herrera trabajar para su programa espacial con un cheque sin limitaciones en ceros, él pidió que una bandera española republicana ondeara en la Luna, pero le dijeron que sólo ondearía la de Estados Unidos". Herrera rechazó la oferta.

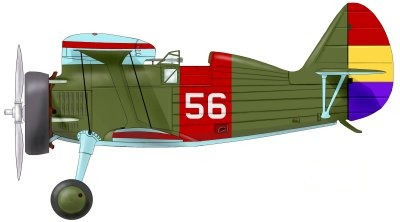
El Polikarpov I-15 conocido como Chato, fue uno de los mejores aviones republicanos durante la guerra civil.

Herrera tiene ya el rango de teniente coronel y es el director técnico de la fuerza aérea republicana (FARE) donde organiza las escuelas de aviación. En julio de 1931 se le ofrece un banquete homenaje en el Avión Club de Barajas por su nombramiento como ingeniero aeronáutico. Intervienen, entre otros, el comandante Legorburu y el capitán Builla. 
Con el comienzo de la guerra civil española en 1936, mientras se encuentra dictando un curso en la Universidad de Santander, su proyecto se vio definitivamente abandonado. Se mantiene fiel al gobierno republicano y en 1938 es uno de los pocos oficiales ascendido a general. Pese a ser reconocido como de ideas conservadoras y no congeniar con los sectores más radicalizados en el poder, mantiene su lealtad al gobierno aunque pierde por ello la amistad de numerosos amigos como Kindelán, jefe de la aviación rebelde. Por otro lado, su hijo Petere, milita activamente en el Partido Comunista y en 1938 es Premio Nacional de Literatura. En septiembre de 1937 muere en la batalla de Belchite su segundo hijo, Emilio Herrera Aguilera (familiarmente Pikiki) de apenas diecinueve años, sargento y piloto del caza Polikarpov I-15.

### Exilio antifranquista
El final de la Guerra de España le encontró en Sudamérica, adonde había viajado en 1939 en misión oficial acompañando al político Indalecio Prieto. Aunque en un primer momento estuvo exiliado en Chile, poco después se dirigió a Francia, donde viviría en el exilio de manera humilde, debido a los cortos recursos económicos de que disponía. Bajo el régimen de Vichy, el Gobierno alemán de Hitler le ofreció trabajar en el denominado Laboratorio de Vibraciones de Berlín, propuesta que vetó el Gobierno del general Franco, si bien el propio Herrera ya había renunciado aceptar la propuesta del general Faupel, al que conocía desde la década de 1920, cuando con motivo de su periplo por América del Sur para estudiar su línea de dirigibles, coincidió con éste en un homenaje que le ofreció la colonia española de Lima. Herrera reconoció que el proyecto le seducía, pero que le resultaba imposible aceptarlo y, con toda franqueza, se lo comunicó a Faupel, que aceptó sus argumentos como propios de un hombre de honor.
Continuó dedicándose a la investigación aeronáutica y científica, colaborando en revistas francesas de temática aeronáutica, fundamentalmente en L'Aerophile que dirigía su amigo Blondel de la Rougerie. Fueron años muy difíciles, que sobrellevó con verdadero estoicismo. Herrera vivía junto con su esposa gracias a sus derechos de patentes de un sistema de doble proyección geográfica y un flexicalculador para resolver funciones matemáticas e integrales elípticas. En 1945 publicó un artículo, que fue rechazado, sobre el uso de la bomba atómica días antes del ataque nuclear sobre Hiroshima. Era un seguidor y defensor de las teoría de la relatividad de Albert Einstein, con quien tuvo amistad personal a raíz de la visita a España que el sabio alemán realizó en 1923. También fue laureado por la Academia de Ciencias de Francia por sus estudios sobre aeronáutica y astronáutica, de hecho había propuesto al Ministerio del Aire francés el lanzamiento de un satélite artificial, aprovechando uno de los  cohetes V-2 que Francia recibió a la rendición de Alemania. Posteriormente ingresó en la Office National d'Études et de Recherches Aérospatiales (ONERA) y fue nombrado consultor de la UNESCO sobre temas de física nuclear, cargo del que dimitió al ser aceptado el ingreso del régimen franquista en la ONU.
Fue reconocido internacionalmente por su firme política antifranquista, formando parte de varios gabinetes del Gobierno de la República española en el exilio como ministro de Asuntos Militares y, entre 1960 y 1962, como presidente del Gobierno republicano español en el exilio. Durante su breve mandato intentó mantener el reconocimiento de la legitimidad republicana en los foros internacionales y la colaboración con los exiliados de la dictadura portuguesa. Al fallecer Diego Martínez Barrio, presidente de la República Española, Herrera fue sucedido por el historiador Claudio Sánchez-Albornoz, aunque se mantuvo como ministro de Asuntos Militares.

### Últimos años
En 1967, año de su fallecimiento, Herrera se mostró partidario de una reconciliación nacional, y buscó el apoyo político y religioso para celebrar un referéndum en el que los españoles pudieran elegir libremente entre monarquía o república. Falleció en el domicilio de su hijo José Herrera "Petere" en Ginebra a los ochenta y ocho años de edad. 

### Recuperación de su figura histórica

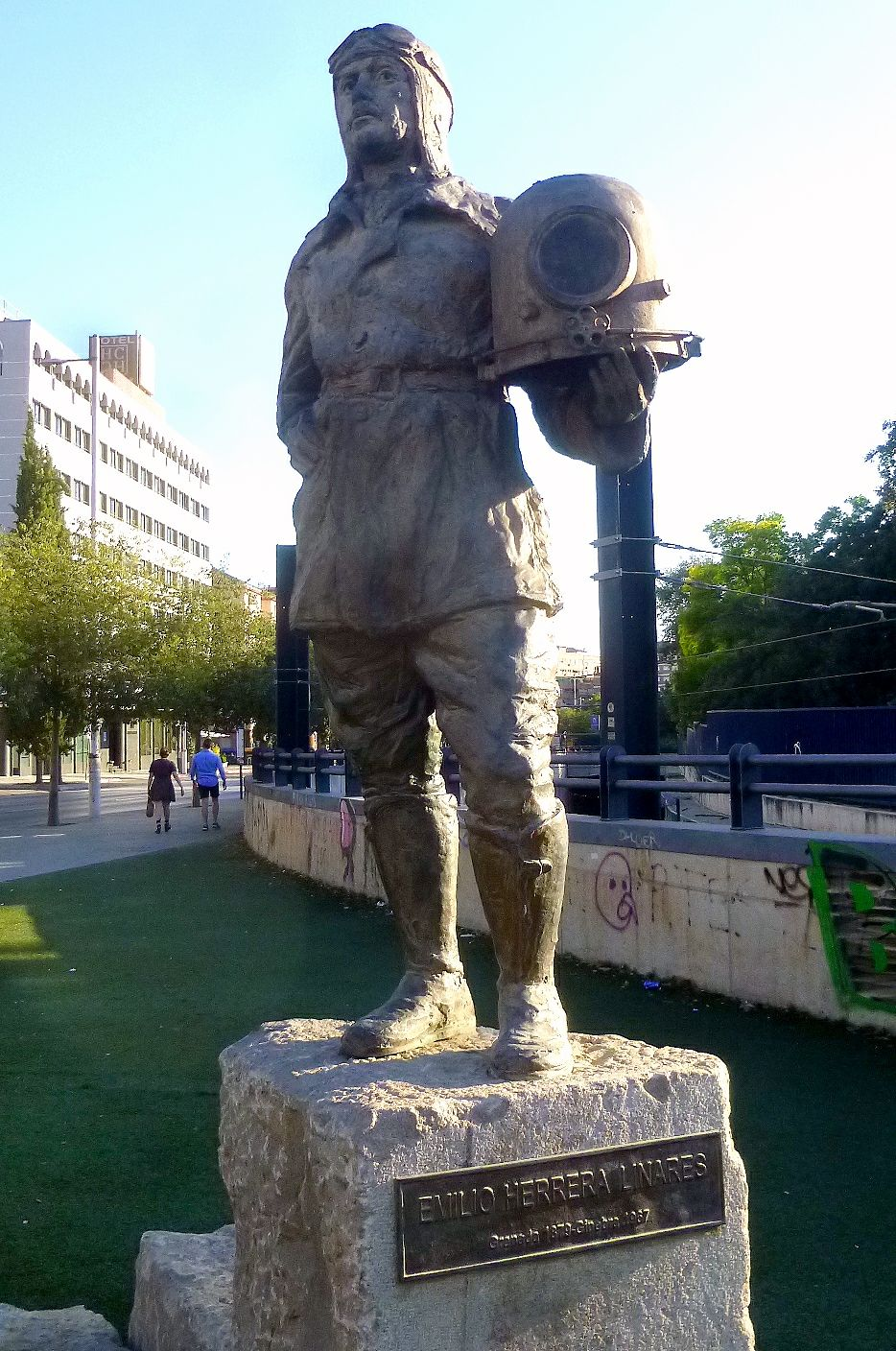
Monumento al general Emilio Herrera Linares erigido en su Granada natal

En 1984 se publicaron sus Memorias (incompletas) en inglés, y en 1986 en español. Tras una larga gestión por parte de su familia, los exaviadores de la República, varios historiadores y unos oficiales del Ejército del Aire dedicados a la recuperación de una valiosa parte de la historia de la aviación española, se realizó en Granada la inhumación de sus restos. El comité de honor estaba encabezado por el rey Juan Carlos I. El acto, presidido por el alcalde de Granada, contó con la presencia de Mario Soares, amigo del general Herrera, durante su exilio en París. En 1993 sus restos mortales fueron trasladados al Cementerio de San José (Granada).
El 30 de enero de 2019, el gobierno español realizó un homenaje de reparación con la devolución del diploma de Académicos Numerarios que le fue retirado durante la dictadura de Francisco Franco.
La Fundación Emilio Herrera Linares es la responsable de conservar su archivo personal. El premio más importante de los distintos que concede la Fundación Aena, dotado con 60 000 €, se entrega en su honor.
En diciembre de 2019 se estrenó en Granada y Madrid el primer documental que recorre la vida y obra de Emilio Herrera. Producido por Atrevida Producciones y dirigido por Alberto Flechoso, el documental fue adquirido por TVE para su emisión a lo largo de 2020. El 9 de junio de 2020 se emite un capítulo de la serie El Ministerio del Tiempo, donde Emilio Herrera es el foco principal del capítulo.

## Estudios científicos
Cronología de algunos de sus estudios científicos elaborada a partir de las monografías de Emilio Atienza:
1905:
- Ascensión de Emilio Herrera y Esteban Terradas en globo patrocinada por la Asociación para el progreso de las Ciencias a fin de estudiar la resolución matemática del problema del péndulo continuo.
- Estudio de las sombras volantes en las capas superiores de la atmósfera, durante el eclipse total de sol del 30 de agosto.[24]

1914:
- Aplicación de la geometría de "n" dimensiones a la mecánica celeste.
- Estudio sobre navegación astronáutica.

1915:
- Hipótesis tetradimensional sobre la constitución del Universo de la que dedujo la curvatura general del universo y de los campos gravitatorios y la desviación del rayo luminoso al atravesarlos; la limitación del volumen total del Universo; la inexactitud de la ley de gravitación de Newton; la inexistencia de las fuerzas que quedaban reducidas a un efecto de la inercia dentro del espacio curvo.

1919:
- Estudio para la aplicación de propulsores a reacción en aeronáutica.

1920:
- Estudios sobre la naturaleza corpuscular y ondulatoria de la luz.
- Hipótesis sobre la cuarta dimensión y el hiperespacio.
- Inauguración del Laboratorio Aerodinámico de Cuatro Vientos (Madrid) fundado y diseñado por Herrera.

1921:
- Comentarios a la teoría de la relatividad de Einstein.
- Estudios y comprobaciones en el Laboratorio Aerodinámico de Cuatrovientos (Madrid) de la aplicación a la aeronáutica de las teorías matemáticas y físicas de Yukofski, Kutta, Prandl, Bernouille, Helmholz, Chapliguin, Karman y Lamb, que facilitaron el conocimiento de importantes fenómenos aerodinámicos, especialmente los relacionados con la sustentación y resistencia al avance en fluidos.

1923:
- Aceptación internacional de su propuesta de unificación de la notación matemática en Aeronáutica.
- Ventajas de la aplicación en aviación de aleaciones de duraluminio y magnesio.
- Activa participación en los actos académicos organizados con motivo de la visita de Einstein a España, como vicepresidente de la Real Sociedad Matemática de España.

1932:
- Presentación de un proyecto para un viaje tripulado a la Luna.

1934:
- Hipótesis sobre la exploración de la estratosfera y sus aplicaciones militares.
- Hipótesis cosmológicas.
- Diseño de su traje estratosférico.

1940:
- Anticipación sobre la aplicación militar de la desintegración del átomo: la bomba atómica.

1941:
- Resolución de los problemas matemáticos de las trayectorias balísticas estratosféricas.

1950:
- Fórmula una exacta hipótesis sobre la posible construcción de armas termonucleares: la bomba de hidrógeno.
- Medidas de protección civil ante una guerra nuclear.
- Hipótesis sobre fotones.

1951:
- Estudios sobre satélites artificiales.
- Adelanta las aplicaciones futuras de los ordenadores y su futuro.

1955:
- Estudios para la UNESCO para la aplicación pacífica de la energía nuclear.

1956:
- Cálculos anticipados para el lanzamiento y puesta en órbita de un satélite artificial.
- Estudios sobre partículas elementales y sus consecuencias: antimateria.
- Posibles consecuencias del antiprotón: la bomba fotónica.
- Aplicaciones pacíficas de los satélites artificiales.

1957:
- Proyecto de satélite artificial movido por la luz solar.

1959:
- Proyecto de estación espacial para telecomunicaciones.

1960:
- Interesante proyecto para enviar una sonda a un cometa y situar un satélite solidario a él para explorar las grandes profundidades del Universo.

1961:
- Posibilidad de utilizar los satélites artificiales como plataformas de lanzamiento de cohetes con carga nuclear.
- Estudio para situar un satélite en la órbita de Venus y estudiar su atmósfera.
- Relatividad y astronáutica.
- El hombre en el espacio

1963:
- Presentación de un original modelo cosmológico: universos de infinitas dimensiones.

## Distinciones
Entre otras, cabe destacar:
- Caballero de la Legión de Honor de Francia (decreto 19 de julio de 1906);
- Caballero Gentilhombre de cámara con ejercicio de Alfonso XIII (1914);
- Comendador de la Orden de Cristo de Portugal (1923);
- Comendador de la Orden de Isabel la Católica (1927);
- Laureado de la Academia de Ciencias de Francia (1950).
- Calle dedicada a su nombre "General Herrera" (1997) en Alcalá de Henares, en una zona de chalets junto a la Colonia Ciudad del Aire.

## En el cine
En 2020 fue interpretado por el actor Vicente Romero en la serie española El Ministerio del Tiempo. En el mismo año TVE emitió en el programa Imprescindibles de La 2 el documental Emilio Herrera que recorre toda su vida y obra, un trabajo dirigido por Alberto M.Flechoso, de la productora Atrevida Producciones, producido por Andrés Tovar, y con la colaboración de la Fundación Enaire y la Diputación de Granada. Se volvió a emitir en abril de 2022.